# Mohammed Zouzou
Mohammed Zouzou (Utrecht, 23 februari 1988) is een Nederlandse-Marokkaans voetballer.
Zouzou speelde in de jeugd bij N.E.C.. In 2008 ging hij van Jong N.E.C. naar HFC Haarlem waar hij op 10 oktober 2008 zijn debuut maakte als basisspeler in de thuiswedstrijd tegen VVV-Venlo. Zijn positie in het veld is verdediger. Na het faillissement van Haarlem in januari 2010 ging hij voor Alphense Boys spelen. Sinds 2015 speelt hij voor Magreb '90. In november 2016 werd hij met anderen door de trainer weggestuurd, maar keerde begin 2017 onder een nieuwe trainer weer terug bij de club.